# Lista över insjöar i Åsele kommun
Detta är en lista över sjöar i Åsele kommun baserad på sjöns utloppskoordinat. Listan är av tekniska skäl uppdelad på flera listor.

## Listor
- Lista över insjöar i Åsele kommun (1-1000)
- Lista över insjöar i Åsele kommun (1001-)